# اولاد سبیطه
اولاد سبیطه (به فرانسوی: Oulad Sbaita) یک شهرک در مراکش است که در استان سیدی بنور واقع شده‌است. اولاد سبیطه ۲۴٬۹۶۷ نفر جمعیت دارد.